# Juncus amuricus
Juncus amuricus är en tågväxtart som först beskrevs av Carl Maximowicz, och fick sitt nu gällande namn av V.I. Kreczetowicz och Nikolai Fedorovich Gontscharow. Juncus amuricus ingår i släktet tåg, och familjen tågväxter. Inga underarter finns listade i Catalogue of Life.